# Junta de Incautación y Protección del Patrimonio Artístico
La Junta de Incautación y Protección del Patrimonio Artístico fue un organismo creado a comienzos de la Guerra Civil Española por decreto del Ministerio de Instrucción Pública y Bellas Artes de 23 de julio de 1936 (Gaceta de Madrid de 25 de julio), precisado y completado por decreto de 1 de agosto del mismo año (Gaceta de Madrid del 2 de agosto). La Junta tenía como objetivo incautar y conservar en nombre del Estado «todas las obras, muebles o inmuebles, de interés artístico, histórico o bibliográfico, que en razón de las anormales circunstancias presentes ofrezcan, a su juicio, peligro de ruina, pérdida o deterioro».
Su ámbito de actuación era nacional, aunque disponía de Juntas Delegadas de ámbito local, y obedecía a estructura jerárquica dependiente en los primeros momentos de la Dirección General de Bellas Artes. Entre sus actuaciones más destacadas se encuentra el traslado de obras del Museo del Prado durante la Guerra Civil desde Madrid. Se disolvió poco antes de finalizar el conflicto armado en marzo de 1939. Durante la guerra, en el bando sublevado se creó el Servicio de Defensa del Patrimonio Artístico Nacional (SDPAN).

## Historia

### Creación
Para hacer frente a las destrucciones de obras de arte ocasionadas por la espontánea quema incontrolada de iglesias y conventos que acompañó al estallido bélico y las incautaciones de edificios eclesiásticos y palacios de la nobleza por partidos políticos y organizaciones obreras, el Ministerio de Instrucción Pública, dirigido por Francisco Barnés Salinas y su director general de Bellas Artes, Ricardo de Orueta, desbordados por la situación y sin apenas medios, crearon el 23 de julio de 1936, a iniciativa de José Bergamín y la Alianza de Intelectuales Antifascistas una Junta de momento innominada, oficializada por un segundo decreto fechado el 1 de agosto de 1936, con el nombre de Junta de Incautación y Protección del Patrimonio Artístico. Tenía como finalidad la intervención directa en palacios, iglesias y otros edificios incautados con el objetivo de reconocer, inventariar y trasladar a depósitos convenientemente acondicionados para su conservación los bienes de interés artístico, bibliográfico o histórico que se viesen amenazados por las circunstancias de la guerra. La Junta se instaló en el Monasterio de las Descalzas Reales y quedó integrada inicialmente por siete vocales: Ricardo Gutiérrez Abascal, Manuel Sánchez Arcas, Luis Quintanilla, Arturo Serrano Plaja, Emiliano Barral, José Bergamín y Carlos Montilla, designado presidente en la primera reunión de la Junta, celebrada el 28 de julio. No todos los vocales tuvieron el mismo grado de compromiso con las actuaciones de la Junta, pues Quintanilla no asistió a ninguna de sus sesiones y Bergamín dejó de asistir pronto. El número de vocales se incrementó en cinco el 1 de agosto de 1936.

### Actuaciones
La Junta central actuaba a través de diversas comisiones —de visita previa, de incautación, de concienciación y propaganda— y de Juntas Delegadas de carácter local, entre las que destacó la Junta Delegada de Incautación, Protección y Salvamento del Tesoro Artístico de Madrid y su provincia, a la que pertenecieron personalidades de la talla de Ángel Ferrant, José María Lacarra, Enrique Lafuente Ferrari, Manuel Gómez-Moreno, Diego Angulo Íñiguez, Antonio Buero Vallejo o Antonio Bisquert Pérez.  La Junta no tuvo ninguna participación en la decisión política de trasladar algunas de las más importantes obras de arte del Museo del Prado a Valencia, decisión comunicada a su subdirector, Francisco Javier Sanchez Cantón, el 5 de noviembre de 1936, pero tomó medidas para proteger las obras a su cargo de los bombardeos de la aviación sublevada y su labor en la protección del Prado fue calificada de «perfecta».
En octubre de 1936 dejó de reunirse y fue sustituida por una Junta Delegada de Incautación, Protección y Salvamento del Tesoro Artístico, por orden ministerial de 15 de diciembre. La orden por la que se creaba esta Junta Delegada explicaba que, estando la mayoría de los vocales en Valencia al servicio del Ministerio, urgía la defensa y salvamento del patrimonio artístico localizado en Madrid «contra la barbarie fascista». Presidida por Roberto Fernández Balbuena, esta Junta, con competencia en Madrid, asumió la tarea de evacuar a Valencia los bienes artísticos amenazados y, en concreto, asumió el traslado de obras del Museo del Prado, comprometiéndose por unanimidad a hacerlo solo cuando se pudiese garantizar la seguridad del traslado de las obras, debidamente embaladas y acompañadas por conservadores del museo, a diferencia de lo que se había hecho con las primeras obras evacuadas que lo habían sido en condiciones precarias. Solo la Junta de Madrid levantó 935 actas de incautación entre el 3 de agosto de 1936, afectando a los bienes de la familia Álvarez de Toledo, y el 2 de marzo de 1939, acta referida a la colección Nakens. Para las obras intervenidas dispuso de varios depósitos especialmente protegidos, entre ellos el Museo del Prado, el Museo Arqueológico Nacional, las iglesias de San Francisco el Grande, San Fermín de los Navarros y Santa Bárbara, el monasterio de las Descalzas y el frontón Jai-Alai.
En abril de 1937 las juntas delegadas pasaron a depender de la Junta Central del Tesoro Artístico, presidida por Timoteo Pérez Rubio, dependiente a su vez del Consejo Central de Archivos, Bibliotecas y Tesoro Artístico, tras la creación de estos organismos el 5 de abril de 1937 (Gaceta de la República, 19 de abril). La medida permitía a la Dirección General de Bellas Artes recuperar el control sobre las juntas delegadas que hasta entonces habían funcionado con cierta autonomía. Sus funciones —las mismas inicialmente asignadas a la Junta de Incautación— y su capacidad de actuar se vieron dificultadas con el curso de la guerra. Profunda repercusión sobre su funcionamiento tuvo el decreto reservado de 9 de abril de 1938 del Consejo de Ministros, con Juan Negrín como presidente, por el que todo lo relacionado con el patrimonio artístico pasó a depender del Ministerio de Hacienda. La medida, que suponía entregar la presidencia de la Junta Central al ministro de Hacienda, intranquilizó a los miembros de la Junta Delegada de Madrid que comenzó a desatender o a retrasar en lo posible el cumplimiento de las instrucciones que le llegaban desde los responsables de Hacienda, demandando nuevos traslados de obras del Prado y del Monasterio de El Escorial. En septiembre de 1938 las juntas delegadas sufrieron una nueva remodelación, colocándose a su frente a los respectivos gobernadores civiles y, entre los vocales, a los delegados de Hacienda.

### Disolución
Finalmente, el Consejo Nacional de Defensa acordó por decreto de 16 de marzo de 1939, devolver la Junta Central del Tesoro Artístico a la Consejería de Instrucción Pública y Sanidad, y tres días después ordenó su disolución, pasando sus competencias a ser desempeñadas directamente por la Dirección General de Bellas Artes, con orden de no entregar a nadie los bienes conservados sin autorización del Consejo.
Al finalizar la contienda los delegados de la Junta Central entregaron las fichas recopiladas y el patrimonio a los representantes del Servicio de Defensa del Patrimonio Artístico Nacional del bando vencedor. Disolviéndose como organismo competente.